# 皮涅鲁
皮涅鲁是巴西马拉尼昂州的一个市镇。总面积1465.503平方公里，总人口73209人，人口密度50人/平方公里。